# Rx:tx
rx:tx (izg. [Napaka {{IPA}}: neprepoznana oznaka jezika: ˈarˈɛksˈtiːˈɛks]) je slovenska glasbena založba, ki se nahaja v Ljubljani. Ustanovil jo je režiser in umetnik Marko Peljhan leta 2002 v okviru samoustanovljenega Projekta Atol.
Med glasbenimi izvajalci, ki so izdali glasbo pri založbi rx:tx, so Matter, Jimmy Barka Experience, .čunfa, Drone Emoji, Borka in Octex.